# Icelinus
Icelinus és un gènere de peixos pertanyent a la família dels còtids.

## Taxonomia
- Icelinus borealis (Gilbert, 1896)[2]
- Icelinus burchami (Evermann & Goldsborough, 1907)[3]
- Icelinus cavifrons (Gilbert, 1890)[4]
- Icelinus filamentosus (Gilbert, 1890)[4]
- Icelinus fimbriatus (Gilbert, 1890)[4]
- Icelinus japonicus (Yabe, Tsumura & Katayama, 1980)[5]
- Icelinus limbaughi (Rosenblatt & Smith, 2004)[6]
- Icelinus oculatus (Gilbert, 1890)[4]
- Icelinus pietschi (Yabe, Soma & Amaoka, 2001)[7]
- Icelinus quadriseriatus (Lockington, 1880)[8]
- Icelinus tenuis (Gilbert, 1890)[4][9][10][11][12][13]